# Бузек
Бузек (нем. Buseck) — община в Германии, университетский город, расположен в земле Гессен. Подчиняется административному округу Гиссен. Входит в состав района Гиссен.  Население составляет 12 992 человек (на 30 июня 2009 года). Занимает площадь 38,67 км².